# نی‌نتجر
نی‌نتجر نام حوروسی سومین پادشاه دودمان دوم از دوره آغازین دودمانی مصر باستان است. طول دوران فرمانروایی او نامشخص است؛ فهرست پادشاهان تورین زمان ناممکن ۹۶ سال را عنوان می‌کند در حالی که این زمان در نوشتار مانثون ۴۷ سال است. مصرشناسان هر دو زمان را بزرگنمایی و اشتباه می‌دانند و به صورت کلی طول دوران فرمانروایی او را چیزی میان ۴۳ تا ۴۵ سال ذکر می‌کنند.

## نام
نام نی‌نتجر در آثار باستانی بسیاری که بر ظروف سنگی و لوحه‌های گلین در گور او در سقاره به جای مانده‌اند، دیده می‌شود و می‌توان او را یکی از شناخته شده‌ترین فرعون‌های دودمان دوم دانست. دست‌ساخته‌های بسیاری در بر گیرنده نام اون در گور شاه ست-پریبسن در ابیدوس و نیز گالری‌های زیر هرم پلکانی فرعون جوسر به دست آمده‌اند. نام هوروسی نی‌نتجر «آنکه برای خدا تک است» معنا می‌دهد.

## آرامگاه

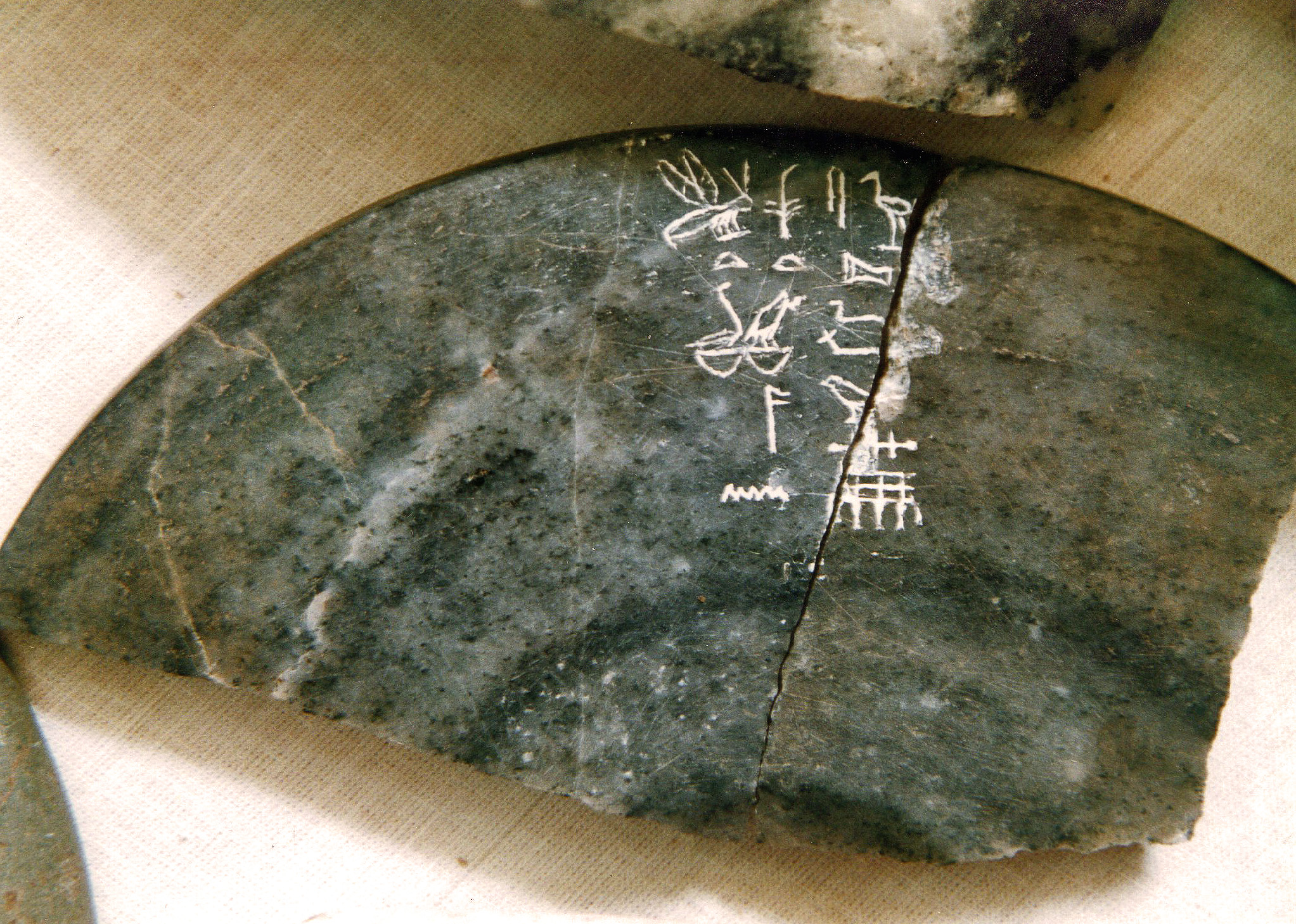
نگاره ای از نینت جر

پیشتر گمان می‌شد که مصطبه‌ی بزرگ روآبن - که یکی از کارمندان ارشد بوده‌است - گور نی‌نتجر باشد، با این حال پس از پیدا شدن آرامگاه اصلی شاه این تصور کنار گذاشته شد. دلیل چنین تصوری وجود انبوهی از مهرهای گلین با نقش نام سرخی نی‌نتجر در آن مکان باستانی بود. اکنون مشخص است که گور S۲۳۰۲ متعلق به روآبن است و روآبن در دوران نی‌نتجر در خدمت شاه بوده.
مقبره نی‌نتجر در زیر گذرگاه تشییع کنندگان در گورستان اوناس سقاره و به ابعاد ۹۴x۱۰۶ قرار دارد. بنیاد باستان‌شناسی آلمان با انجام پنج دوره کاوش به این نتیجه رسید که مقبره نی‌نتجر همانندی بسیاری به گور گالری B دارد که گمان می‌رود متعلق به یکی از دو فرعون نب‌رع یا حتپ‌سخم‌وی باشد. این بنیاد نتیجه می‌گیرد که نی‌نتجر باید متاثر از پادشاهان پیش از خود می‌بوده باشد.